# Ordos (ville-préfecture)
 (juin 2017).
Si vous disposez d'ouvrages ou d'articles de référence ou si vous connaissez des sites web de qualité traitant du thème abordé ici, merci de compléter l'article en donnant les références utiles à sa vérifiabilité et en les liant à la section « Notes et références ».
Cette page contient des caractères spéciaux ou non latins. S’ils s’affichent mal (▯, ?, etc.), consultez la page d’aide Unicode.
Pour les articles homonymes, voir Ordos.
Ordos  (mongol : ᠣᠷᠳᠣᠰ

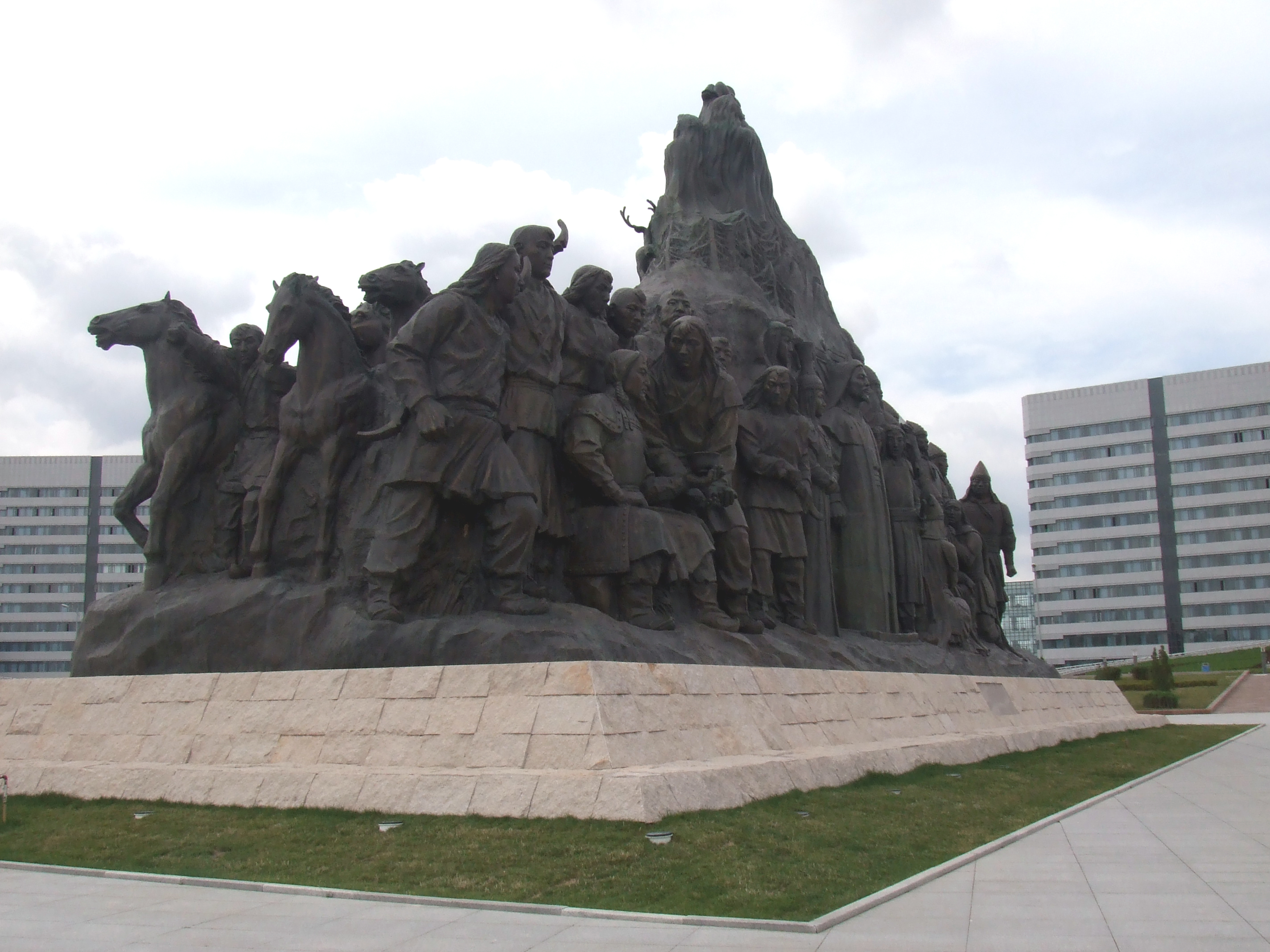
Une sculpture mongole dans la nouveau district de Kangbashi à Ordos

ᠬᠣᠲᠠ, VPMC : ordos qota, cyrillique : Ордос хот, MNS : Ordos khot ; chinois : 鄂尔多斯市 ; pinyin : È'ěrduōsī shì) est une ville-préfecture de la région autonome de Mongolie-Intérieure en Chine. La population de sa juridiction est de 1,28 million d'habitants. Ordos est située au cœur de la Mongolie-Intérieure, nouvel eldorado chinois.
Le district revendique un tiers des réserves de gaz naturel du pays et un sixième du charbon. Le charbon répond à 70 % des besoins énergétiques nationaux. Un minerai de haute qualité exploité à ciel ouvert, que des norias de camions acheminent vers le sud du pays. À cela s'ajoutent de l'or, des métaux rares.
La ville-préfecture connaît depuis plusieurs années une croissance économique de 25 %, un taux deux fois et demie supérieur à celui de la Chine dans son ensemble. Le centre administratif est situé dans le district de Dongsheng.
Malgré son million d'habitants, Ordos est toujours considéré comme une ville fantôme ; malgré sa grandeur, ses rues paraissent désertes.

## Géographie
La région administrative de la ville d'Ordos qui s'étend sur environ 400 km d'est en ouest, et 340 km du nord au sud, a une superficie de 86,752 km2, et occupe la plus grande partie du plateau d'Ordos. La ville-préfecture est bordée à l'est par la ville-préfecture de Hohhot, capitale de la Région autonome, au nord-est par la ville-préfecture de Baotou, au nord par la ville-préfecture de Baynnur, au nord-ouest par la Ligue d'Alxa, à l'ouest par la ville-préfecture de Wuhai, au sud-ouest par la Région autonome huí du Níngxià et au sud par les provinces du Shaanxi et du Shanxi. Vers la fin de l'année 2004, Ordos avait une population d'environ 1,36 million de personnes.
Au nord de la ville, il y a le désert Kubuqi, une bande de dunes de sable longue de 262 km.

### Subdivisions administratives
La ville-préfecture d'Ordos exerce sa juridiction sur neuf subdivisions, deux districts et sept bannières :
- le District de Dongsheng — 东胜区, Dōngshèng qū ;
- le District de Kang Bashi — 康巴什区, kāng bāshí qū ;
- la Bannière de Dalad — 达拉特旗, Dálātè qí ;
- la Bannière de Jungar — 准格尔旗, Zhǔngé'ěr qí ;
- la Bannière avant d'Otog — 鄂托克前旗, Ètuōkè Qián qí ;
- la Bannière d'Otog — 鄂托克旗, Ètuōkè qí ;
- la Bannière de Hanggin — 杭锦旗, Hángjǐn qí ;
- la Bannière d'Uxin — 乌审旗, Wūshěn qí ;
- la Bannière d'Ejin Horo — 伊金霍洛旗, Yījīnhuòluò qí.

## Histoire
Ordos a été un point de contrôle pour l'accès aux pâturages des peuples nomades turco-mongols, notamment des Xiongnu (autrefois retranscrit Hsiung-nu). La ville a été prise lors de l'offensive des Hans contre ces derniers, et recolonisée par 100 000 Chinois en 127 apr. J.-C.
Le nom d'Ordos a été donné à un clan chargé de garder le mausolée de Gengis Khan, fondateur de l'Empire mongol, situé à quelques kilomètres en bordure de la ville. C'est toujours ce clan qui le garde, depuis le XIIIe siècle.
Khotokhtai Setsjen, petit-fils de Koen Belik Mergen, mort en 1586 y est enterré au sud du royaume de Ousjin (Ortos), sur un coteau nommé Ik'e Onggon (Ikh Onggon), situé nom loin de la lamaserie actuelle : Sjarlik Soeme. La plupart des habitants de Ousjin déclarent être ses descendants>.
Aujourd'hui, la ville est majoritairement peuplée de Hans originaires de la province voisine du Shanxi, située à moins de 30 kilomètres. Les Mongols sont plus nombreux dans les steppes environnantes.

## Éducation
- Université de Mongolie-Intérieure

## Culture
La cuisine s'inspire de la cuisine mongole et de la cuisine du Shanxi voisin. On peut y trouver beaucoup d'agneau, du thé au millet frit, sous influence mongole, et des youmian — variété de nouilles chinoises — plat typique du Shanxi.
Le Musée d'Ordos comporte principalement des objets de la région. Des fossiles de dinosaures de la région, des objets issus des cultures du paléolithique notamment issus de la fouille récente du site de Wulanmulun (70 000–50 000 ans), le long de la rivière qui traverse la ville, du néolithique. Ils proviennent des xiongnu, des mongoles, des mandchous qui ont contrôlé le pays pendant quatre siècles de la révolution communiste. Une section présente en particulier la culture de la tribu des Ordos peuplant la région depuis le XIIIe siècle, et leurs rituels vis-à-vis de Gengis Khan.

### Religion

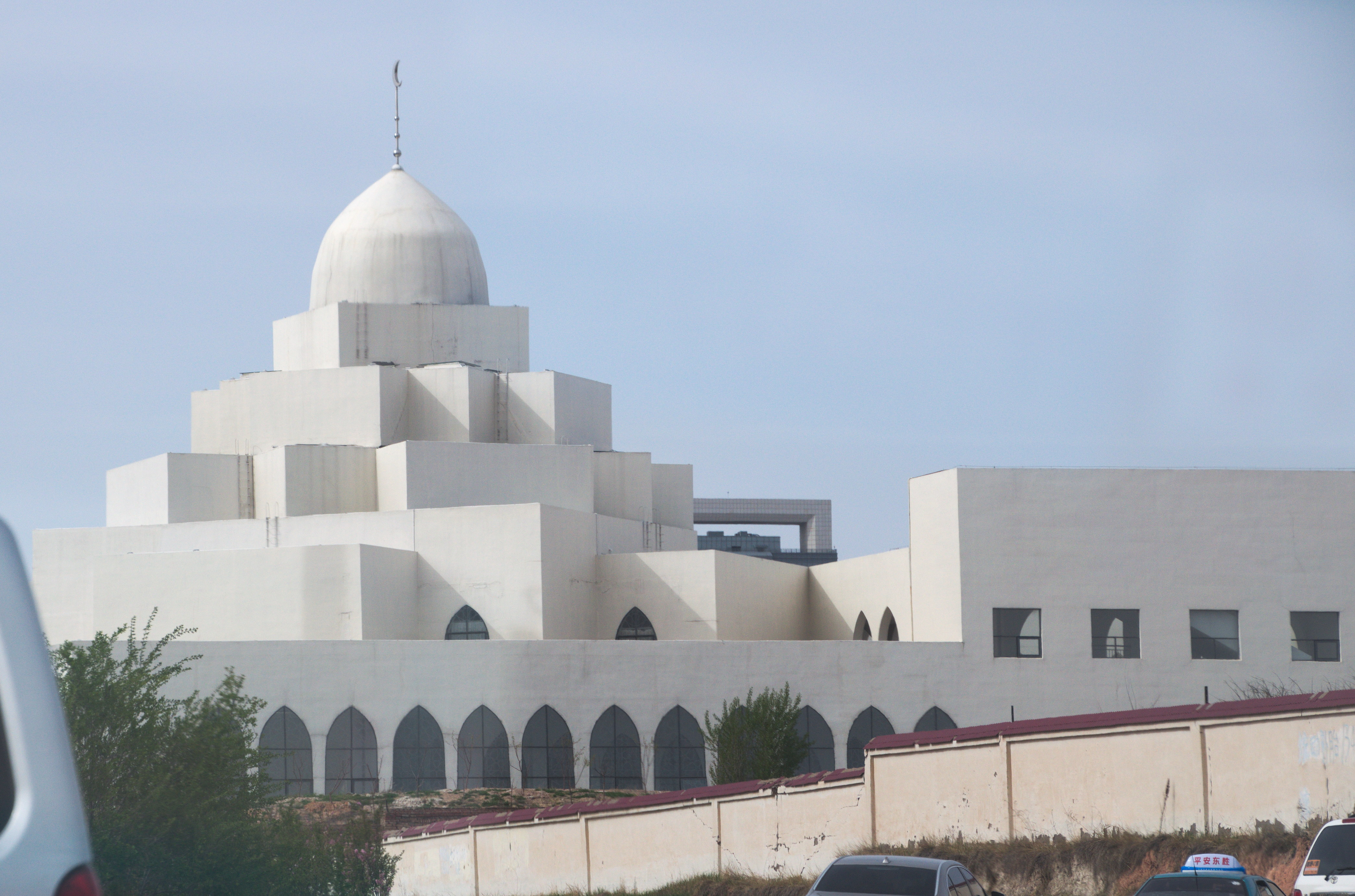
Mosquée d'Ordos dans le district de Dongsheng

Les religions sont le chamanisme jaune, avec le culte de Gengis Khan, le bouddhisme et l'islam. Plus au nord, dans la steppe, on trouve une église de type catholique d'Europe de l'Ouest.

## Économie
Ordos est le centre d'une des régions les plus riches de Chine. Avec une valeur nominale de PIB par habitant de 14 500 $ en 2008, elle est classée devant la capitale de la Chine, Pékin. Elle est extrêmement riche en ressources naturelles, et possède un sixième de la réserve de charbon en Chine. En conséquence, le revenu par habitant y est élevé, à 14 000 euros en 2009 ; et l'objectif du gouvernement local était 17 500 euros en 2012. Les piliers de son économie sont le textile (laine), les mines de charbon, la pétrochimie, la production d'électricité et la production de matériaux de construction.

### Aéronautique dans la ville
Ordos devait accueillir, en 2015, les équipements du futur Comac C919, un avion de ligne chinois. À l'horizon 2020, la ville entend se positionner comme l'un des pôles d'excellence de l'aéronautique sur le plan mondial.

### Géographie

Villes majeures du fleuve jaune

Elle est située près du nord de la boucle d'Ordos du fleuve jaune.

## Ville nouvelle

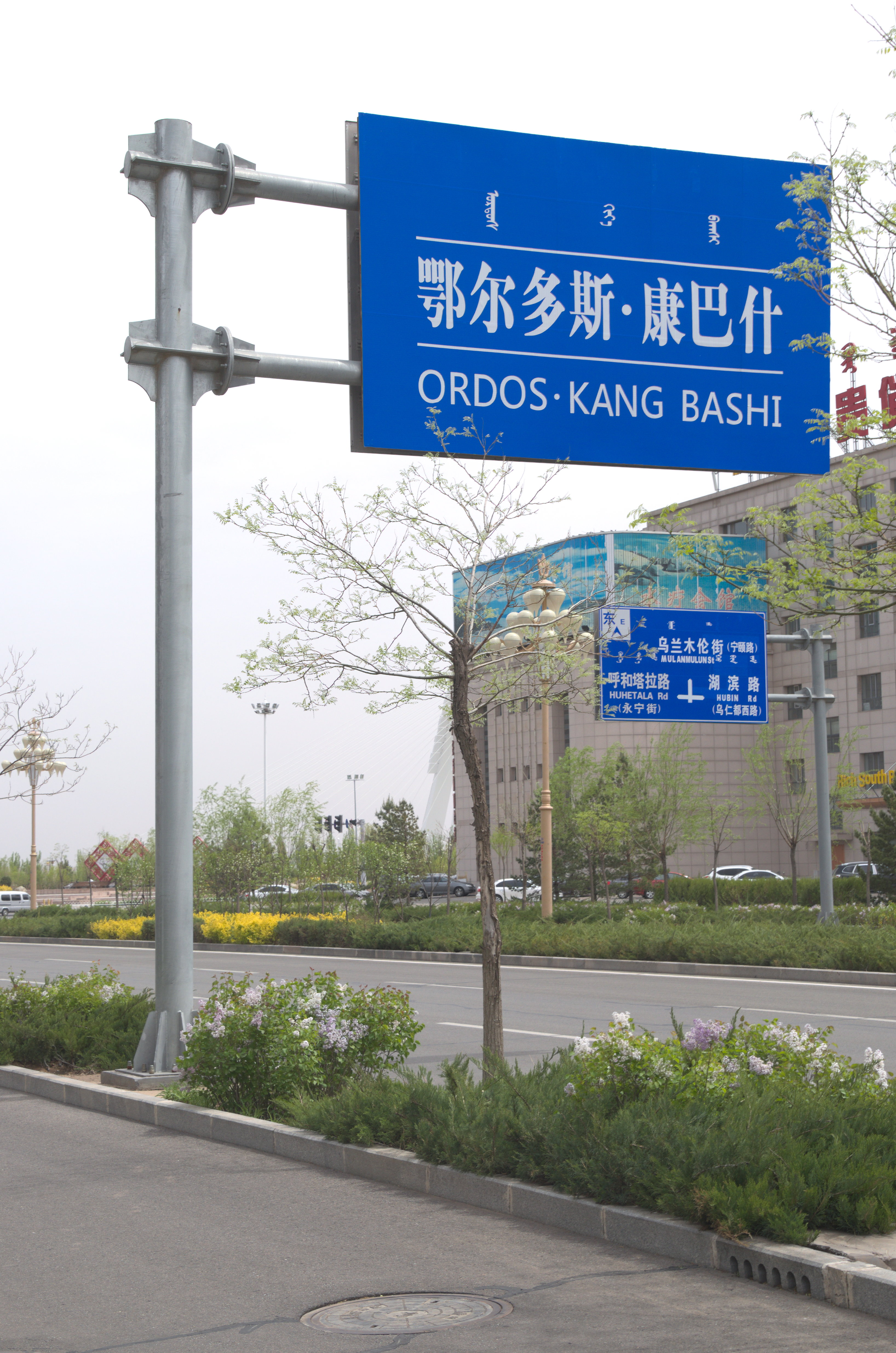
Panneau décrivant le quartier en mongol bichig, hanzi (chinois) et anglais.

### Débuts difficiles en 2009
Ordos a reçu de forts investissements de la part du gouvernement et d'investisseurs privés chinois, et une toute nouvelle ville a été construite à 30 kilomètres du vieil Ordos, situé dans l'actuel district de Dongsheng. Cependant, en 2009, la nouvelle ville restait principalement vide, les prix immobiliers étant trop chers pour que la population locale puisse s'y installer. La ville a été construite pour un million d'habitants, mais un an après la crise financière mondiale de 2008, elle en accueillait moins de 30 000. Les autorités revoyaient alors leurs aspirations à la baisse, et prévoyaient d'attendre 300 000 personnes d'ici à 2020. En 2009, nombre de quartiers étaient encore en chantier. Le salaire des ouvriers (« mingongs ») y était alors de 3 000 yuans (318 euros), supérieur à la moyenne nationale, qui est 2 500 yuans (265 euros). Une banlieue de tours d'habitations a été bâtie à Ordos et dans sa périphérie. Les prix de l'immobilier ont grimpé de 350 % en quatre ans : en mai 2009, le mètre carré valait 560 euros, et 900 euros en 2011 (contre 3 000 euros à Pékin).
Le recensement de 2010 comptait toutefois 153 000 personnes dans le quartier.
L'université accueille déjà 1 500 étudiants. Plus de la moitié y apprennent l'ingénierie minière, dans l'espoir de travailler pour les compagnies de gaz et de charbon.
En 2011, on comptait 2,7 logements par habitant. Un encadrement plus strict des activités immobilières sonne la fin de cette spéculation, les prix baissent légèrement.
À terme, les villes de Yiqi (150 000 habitants), d'Ordos et de Dongsheng (300 000 habitants) devraient se rejoindre pour former une seule conurbation.

### Nette amélioration en 2014
Entre 2012 et 2014, les réalisateurs Adam James Smith et Song Ting filment un long métrage documentaire, appelé en anglais, The Land of Many Palaces (en) (Le pays de nombreux palais) sur la ville et ses citoyens. Ils ont eu l'impression que la population avait augmenté significativement pendant les années de réalisation de ce film, et ils estiment qu'en début 2015, plus de 100 000 personnes vivent dans ce district.

### Architecture contemporaine
Des statues monumentales de cavaliers mongols montent la garde devant la mairie.
La ville est parsemée de grands espaces verts, entre de larges avenues. Le jardin Mulan Mulun (木兰木论公园), situé au bord du lac Mulan Mulun (木兰木论湖), ou s'écoule la rivière, également appelée Mulan Mulun (木兰木论河). Ce jardin comporte quelques bâtiments construits dans des styles traditionnels.
Le centre du quartier de Kang Bashi abrite différents bâtiments culturels créés au XXIe siècle et majoritairement inaugurés dans les années 2010, d'architecture contemporaine :
- Le théâtre-opéra d'Ordos (鄂尔多斯大剧院) a une forme de chapeau mongol.
- La bibliothèque évoque trois livres inclinés.
- Le musée d'Ordos, aux formes profilées et aux formes organiques à l'intérieur, a été inspiré par un bloc de charbon.
- Le Grand pont Kang Bashi (康巴什大桥) est une œuvre d'architecture des ponts suspendus, d'une longueur de 1 005 mètres, il comporte deux piliers hauts de 129 mètres.

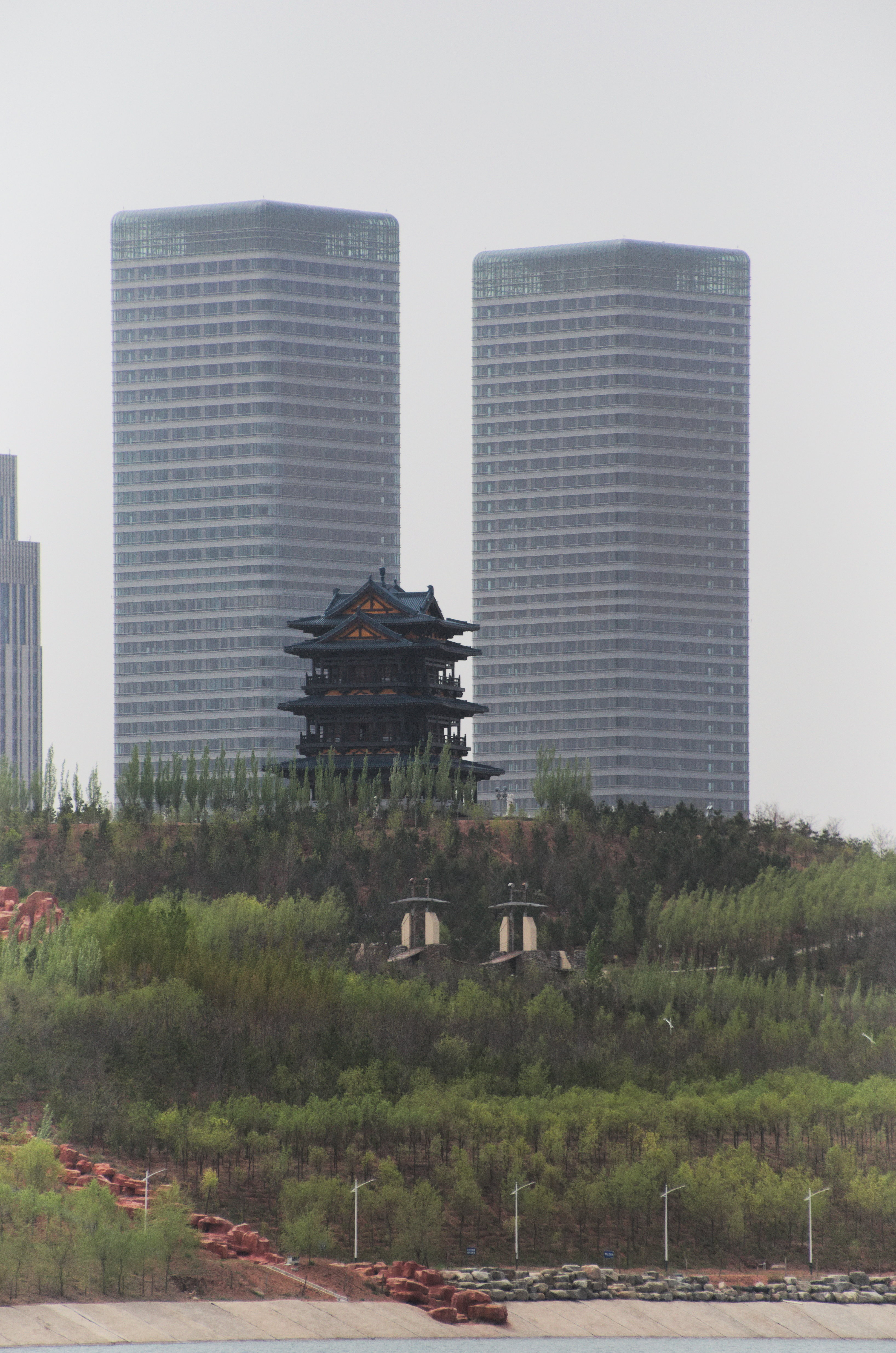
Deux tours et jardin au bord de la rivière Mulan Mulun
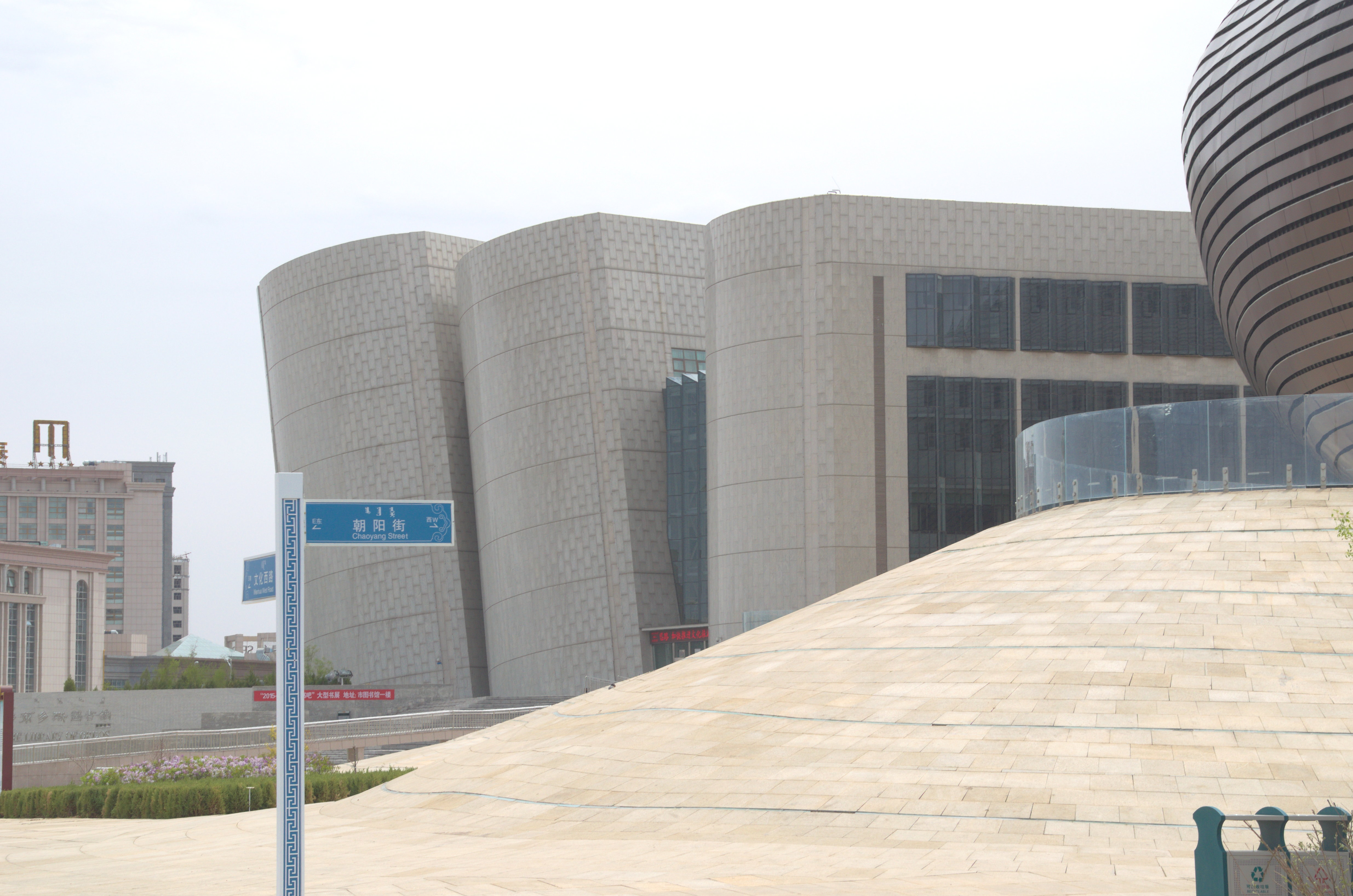
Bibliothèque d'Ordos
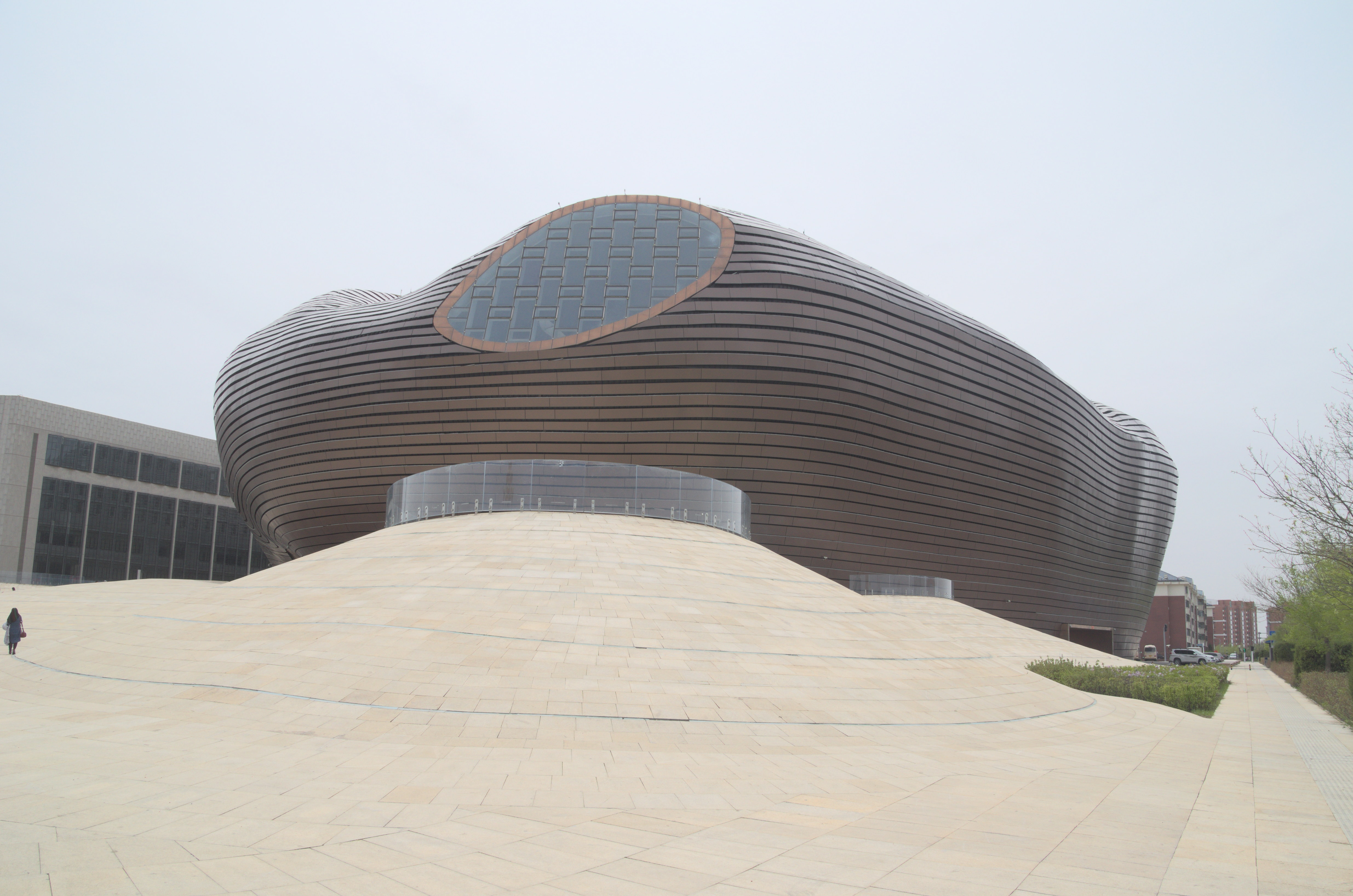
Musée d'Ordos, conçu par MAD Studio
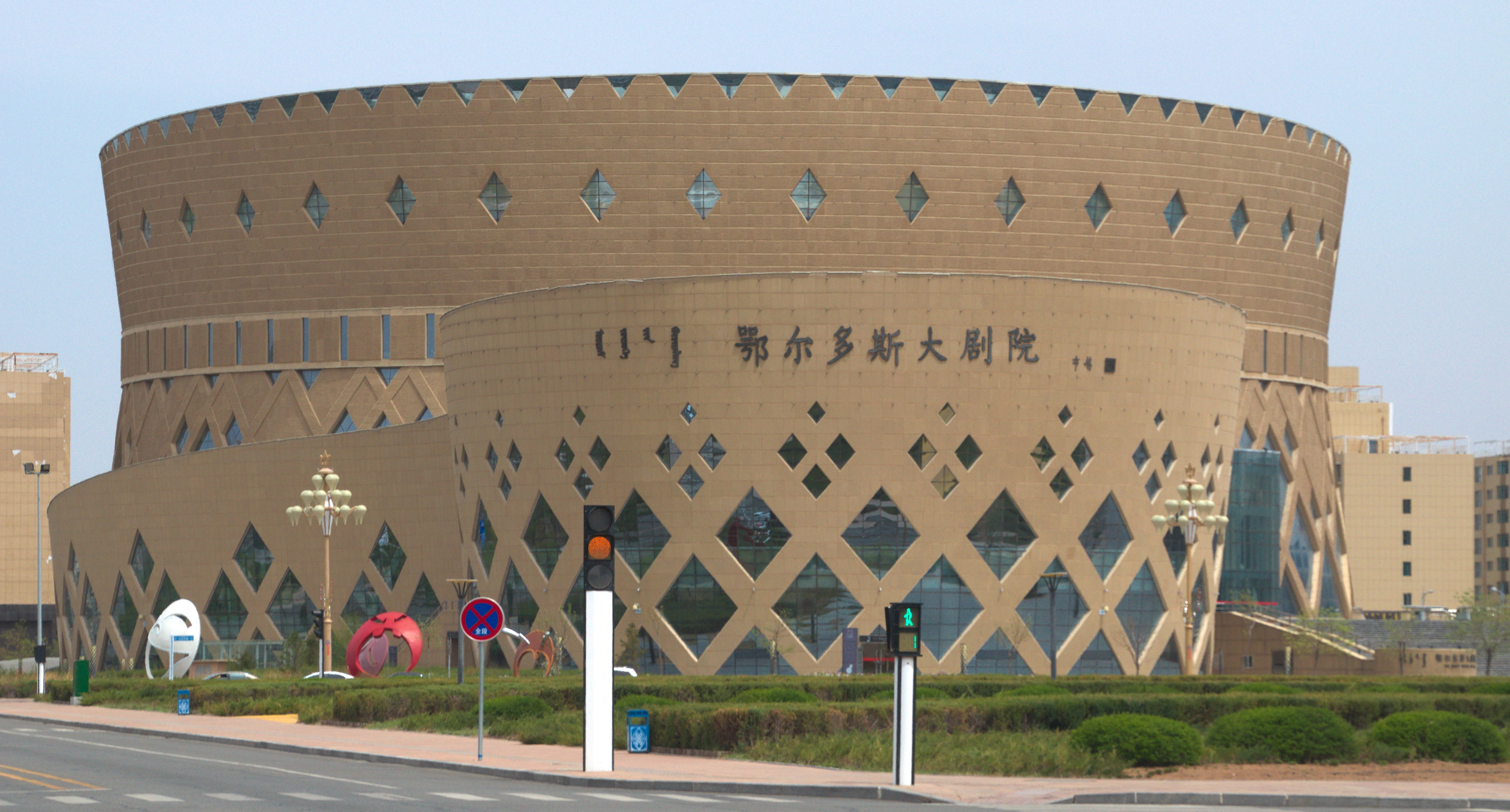
Opéra d'Ordos
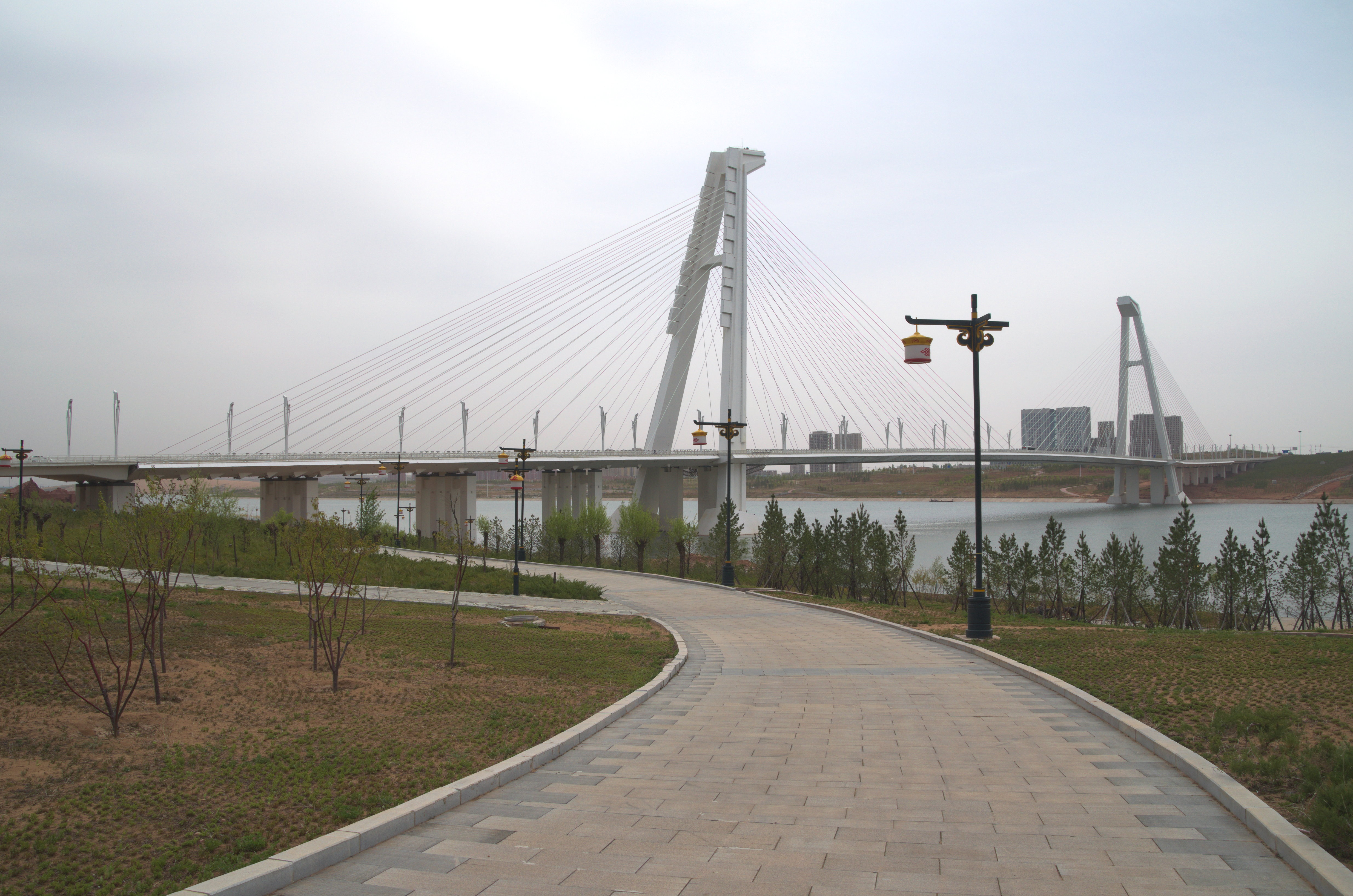
Grand pont Kang Bashi depuis le jardin Mulan Mulun.

## Environnement
La cité suit des engagements environnementaux, et a planté de dizaines de milliers d'arbustes pour faire reculer la désertification. Partout, comme dans l'ensemble de la Chine, des panneaux solaires et des ampoules à basse consommation sont présents.

## Transports

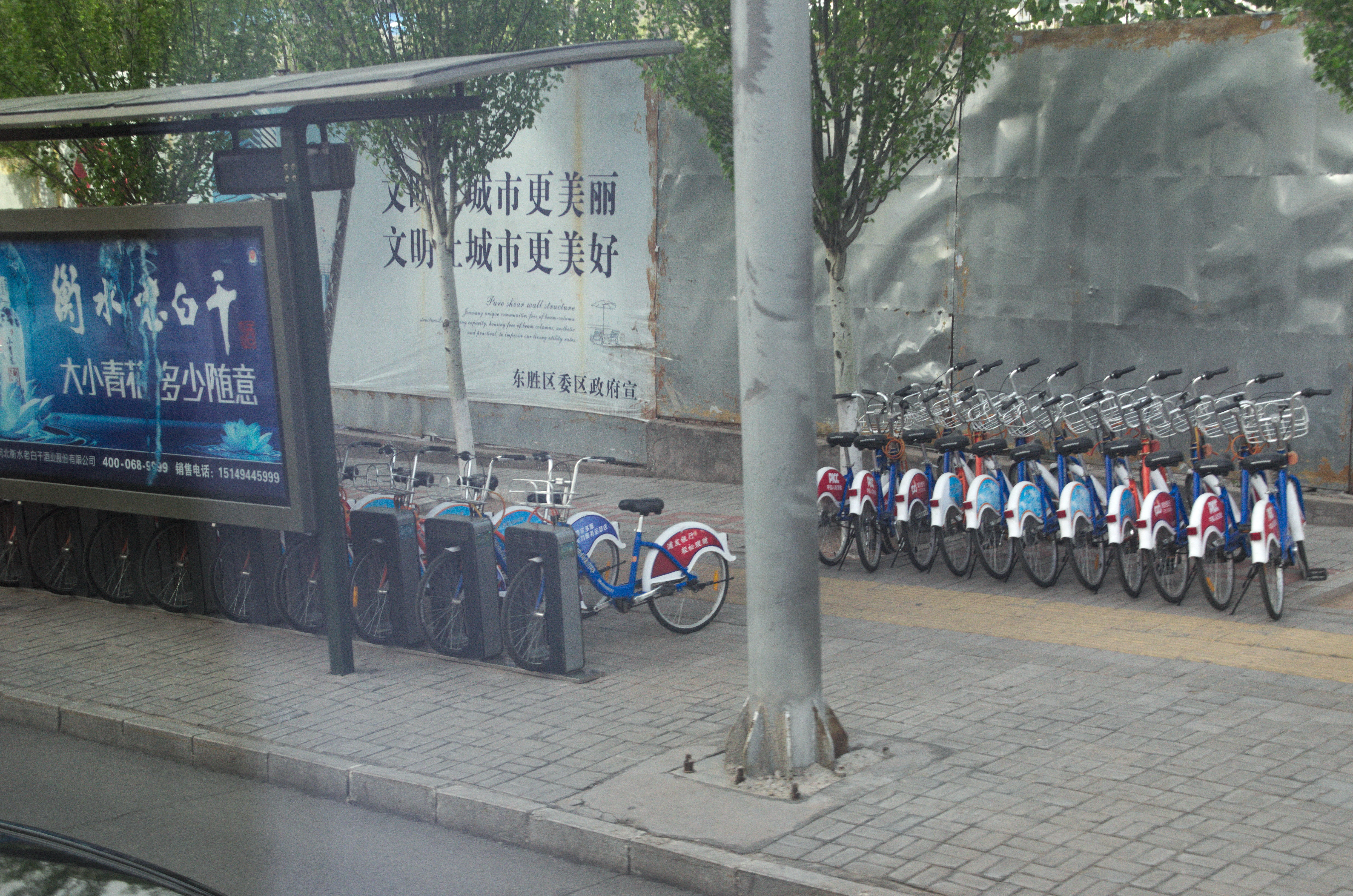
stations de vélos en libre-service

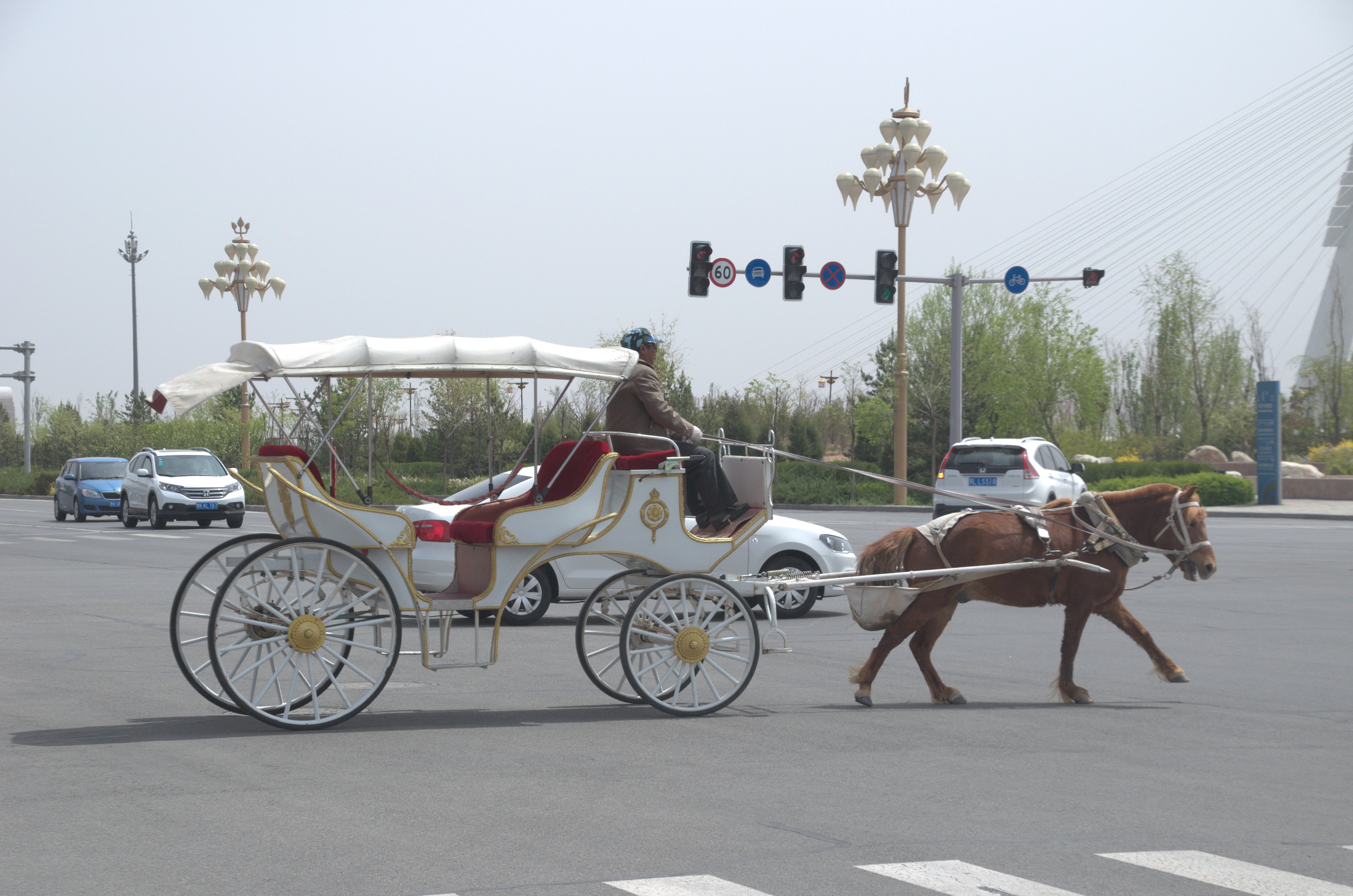
calèche pour touristes

La ville est desservie par quatre stations de train :
La gare de Dongsheng (东胜站) est située dans le centre-ville de district de Dongsheng et la Gare de l'Ouest de Dongsheng (东胜西站).
Une autre est située en bordure sud de la ville nouvelle, et encore une autre plus au sud-Est.
Les lignes qui desservent ces gares vont en direction de Baotou au Nord, et vers le Shanxi au Sud.
Parmi les différentes lignes de bus, deux lignes sont gratuites, comme à Hohhot, et roulent au gaz naturel et à l’électricité.
Les taxis de la ville fonctionnent également au gaz naturel.
Comme dans l'ensemble des autres grandes villes chinoises aujourd'hui, des stations de vélos en libre-service parsèment la ville. Les pistes cyclables y sont également nombreuses.
L'aéroport Ordos-Ejin-Horo (鄂尔多斯伊金霍洛机场) est situé au Sud-Est de la ville nouvelle.
Quelques calèches sillonnent la ville pour transporter les touristes.

## Personnalités d'Ordos
- Urna Chahar-Tugchi, chanteuse et comédienne mongole.

## Jumelages
- Suisse : Montana
- Mongolie : Erdenet